# Comitatul San Juan, New Mexico
Comitatul San Juan (engleză San Juan County, cod FIPS: 35-045) este unul din cele 33 de comitate ale statului american New Mexico.
Conform recensământului Statelor Unite din 2000, efectuat de United States Census Bureau, populația totală era de 113.801 locuitori.
Sediul comitatului este localitatea Aztec, dar cel mai mare oraș este Farmington. GR6. Întreg comitatul este parte a zonei metropolitane din jurul orașului Farmington.

## Geografie

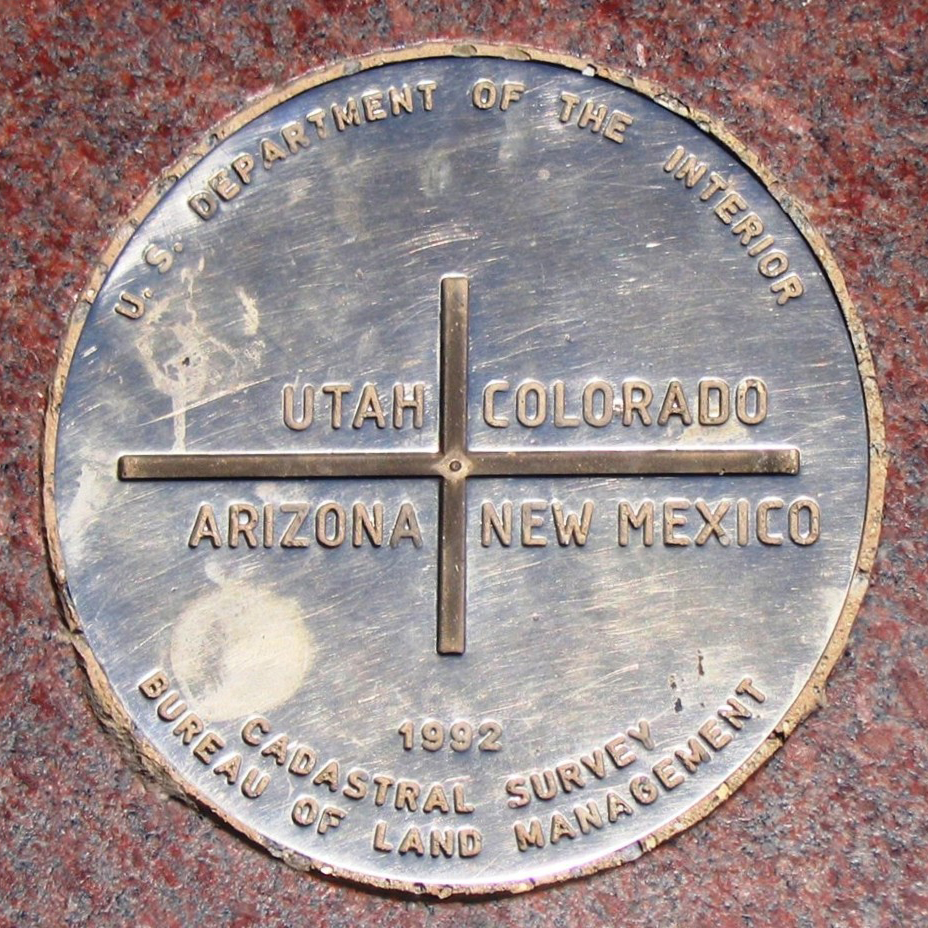
Comitatul San Juan County conţine partea aferentă statului New Mexico a Four Corners Monument.

Conform datelor statistice ale Biroului de recensăminte ale Statelor Unite, comitatul are o suprafață totală de 14,344 km², din care 14,281 km² reprezintă uscat, iar 63 km² (0,44%) apă. Rezervațiile indiene ocupă 63,4% din suprafața totală a comitatului: Rezervației Indiane Navajo îi revine 60,45%, iar Rezervației Indiene Ute Mountain restul de 2,93%.
Caracteristicile fizico-geografice sunt reliefate de cele 3 râuri: San Juan, Animas și La Plata, structuri vulcanice, dealuri, terenuri aride și văi fertile.

### Comitate adiacente
- Comitatul Rio Arriba — est
- Comitatul Sandoval — sudest
- Comitatul McKinley — sud
- Comitatul Apache, Arizona — vest
- Comitatul San Juan, Utah — nord-vest (doar într-un singur punct)
- Comitatul Montezuma, Colorado — nord
- Comitatul La Plata, Colorado — nord
- Comitatul Archuleta, Colorado — nord-est

## Demografie
|  | Graficele sunt indisponibile din cauza unor probleme tehnice. Mai multe informații se găsesc la Phabricator și la wiki-ul MediaWiki. |

Date: Wikidata - grafică realizată de Wikipedia

### Zone protejate național
- Monumentul Național al Ruinelor Aztece
- Parcul Istoric Național al Culturii Chaco (parțial)

### Drumuri importante
- U.S. Route 64
- U.S. Route 491 (fost )
- U.S. Route 550
- New Mexico State Road 516
- New Mexico State Road 371

## Localități

### Orașe
- Aztec
- Bloomfield
- Farmington

### Zone aferente recensământului
- Beclabito
- Crystal
- Flora Vista
- Huerfano
- Kirtland
- Nageezi
- Napi HQ
- Naschitti
- Nenahnezad
- Newcomb
- Ojo Amarillo
- Sanostee
- Sheep Springs
- Shiprock
- Upper Fruitland

### Alte comunități
- Fruitland